# Combattants pour la liberté économique
Pour l'ONG dont le sigle est également EFF, voir Electronic Frontier Foundation.
Pour l’article homonyme, voir Combattants namibiens pour la liberté économique.
Combattants pour la liberté économique (Economic Freedom Fighters en anglais) est un parti politique sud-africain d'extrême gauche, d'idéologie marxiste-léniniste et panafricaniste, fondé en 2013 par Julius Malema et d'autres anciens membres du Congrès national africain,.

## Historique
En juillet 2013, Julius Malema, ancien membre du Congrès national africain (ANC) fonde un parti au programme basé sur l'expropriation des terres et la nationalisation des mines sans compensation.
Le parti effectue une percée aux élections générales de 2014, entrant à l'assemblée nationale avec 6,35 % des suffrages et entrant dans toutes les assemblées provinciales.
L'EFF remporte 8,31 % des voix aux élections municipales de 2016 et rentre dans plusieurs majorités.
Lors des élections générales de 2019, le parti améliore son score, remportant 10,79 % des suffrages et progresse dans toutes les élections provinciales.

## Idéologie
L’EFF déclare notamment s’inspirer de la « vaste tradition marxiste-léniniste et des courants de pensée fanoniens pour analyser l’État, l’impérialisme, la culture et les contradictions de classe dans chaque société ». L'EFF se réclame aussi de Thomas Sankara.
Il est habituellement décrit comme nationaliste noir, de gauche nationaliste et de gauche populiste.
Il est parfois accusé d'être un parti néofasciste versant dans le revanchisme face aux torts causés aux populations noires dans l'histoire de l'Afrique du Sud, s’appuyant sur les classes moyennes précarisées, tenant aussi un discours hypermasculiniste. Dans ses discours, il accorde également une grande place à l’État.
L'intellectuel marxiste Andile Zoulou accuse l'EFF de se focaliser sur les problématiques raciales pour expliquer la pauvreté et l'exploitation de la majorité des Sud-africains et de négliger le rôle du capitalisme. Selon lui, le parti n'est ni fasciste ni progressiste, idéologiquement ambigu et avant tout populiste.
Il critique le Congrès national africain et l'Alliance démocratique pour leur position supposément favorable aux entreprises, qui aurait vendu le peuple noir d'Afrique du Sud au capitalisme en tant que main-d'œuvre bon marché. Il promet de lutter contre la corruption, de fournir des logements sociaux de qualité, de fournir un accès aux soins de première nécessité et une éducation pour tous gratuitement, tout en proposant d'exproprier les « terres volées », de nationaliser les secteurs minier et bancaire, de doubler les aides sociales et le salaire minimum et de supprimer le système de péage pour les autoroutes. Le parti soutient la réintroduction de la peine de mort,, abolie en 1995 sous la présidence de Nelson Mandela. L'EFF était le seul parti parlementaire à s'être opposé au projet de loi de financement du parti politique de 2018.
L'EFF a vivement critiqué les chefs d'entreprise noirs et les propriétaires noirs de sociétés minières en Afrique du Sud. Dans une allocution prononcée devant l'Oxford Union en novembre 2015, Malema s'est élevé contre Patrice Motsepe, milliardaire et propriétaire d'une société minière,.
En juin 2015, le parti reprend dans son programme une ancienne proposition panafricaniste demandant que l'Afrique du Sud soit rebaptisé « Azanie », que l'hymne national sud-africain soit expurgé de Die Stem van Suid-Afrika et que l'architecture des bâtiments soit revue et adaptée pour refléter l'histoire de la lutte des Africains contre le colonialisme. Il demande en outre, dans son programme pour les élections municipales de 2016, qu'une quarantaine de villes de la province du Cap-Occidental soient également rebaptisées (notamment Bredasdorp, Camps Bay, Durbanville, George, Hermanus, Oudtshoorn, Plettenberg Bay, Riebeek West, Stellenbosch, Swellendam, Tulbagh, Worcester, etc),.
Le parti soutient officiellement l'invasion de l'Ukraine par la Russie, saluant ce qu'elle appelle le « programme anti-impérialiste » de la Russie contre l'OTAN.
L'EFF soutient la création d'une coalition englobant tous les partis d'opposition, notamment l'Alliance démocratique (DA), parti de centre droit libéral. Celle-ci a annoncé une coalition avec six petits partis, sans l'EFF, en vue des élections de 2024. "Si le DA nous avait invités, nous serions montés à bord" de ce train, a assuré Julius Malema. "Mais nous ne pouvons pas nous imposer (…) S'ils ne veulent pas de nous, nous travaillerons avec ceux qui veulent travailler avec nous".
Le parti défend les droits des personnes LGBT et s'oppose, en 2023, à une loi anti-LGBT votée en Ouganda. À cette occasion, Malema déclare notamment : "Laissez les gens comme ils sont. Ce n'est pas votre problème, ce n'est pas notre problème, ce n'est pas un problème". Cette défense de la cause LGBT distingue l'EFF de nombreux partis panafricanistes (même de gauche) dont les positions sont souvent très conservatrices sur ce sujet, à l'instar de celles défendues par le PASTEF actuellement au pouvoir au Sénégal. Cependant, l'EFF a aussi pu être critiqué par des membres de la communauté LGBT sud-africaine en raison de ses liens avec des personnalités aux positions jugées homophobes.

## Résultats électoraux

### Assemblée nationale
| Année | Voix      | %     | Rang | Sièges   |
| ----- | --------- | ----- | ---- | -------- |
| 2014  | 1 169 259 | 6,35  | 3e   | 25 / 400 |
| 2019  | 1 881 521 | 10,79 | 3e   | 44 / 400 |
| 2024  | 1 529 961 | 9,52  | 4e   | 39 / 400 |

### Conseil national des provinces
| Élection | Sièges  | +/- |
| -------- | ------- | --- |
| 2014     | 7 / 90  | 7   |
| 2019     | 11 / 90 | 4   |

### Assemblées provinciales
| Année | Cap-Oriental | État libre d'Orange | Gauteng | KwaZulu-Natal | Limpopo | Nord-Ouest | Mpumalanga | Cap-du-Nord | Cap-Occidental |
| ----- | ------------ | ------------------- | ------- | ------------- | ------- | ---------- | ---------- | ----------- | -------------- |
| 2014  | 2 / 63       | 2 / 30              | 8 / 73  | 2 / 80        | 6 / 49  | 5 / 33     | 2 / 30     | 2 / 30      | 1 / 42         |
| 2019  | 5 / 63       | 4 / 30              | 11 / 73 | 8 / 80        | 7 / 49  | 6 / 33     | 4 / 30     | 3 / 30      | 2 / 42         |
| 2024  | 8 / 72       | 4 / 30              | 11 / 80 | 2 / 80        | 9 / 64  | 8 / 38     | 4 / 51     | 4 / 30      | 2 / 42         |

### Élections municipales
| Élection | Votes     | %     |
| -------- | --------- | ----- |
| 2016     | 3 202 679 | 8,31  |
| 2021     | 3 223 828 | 10,42 |

## Polémiques
Le parti est souvent décrit comme misogyne,,, et incitant à la haine raciale,,. Les féministes et l'Union nationale des métallurgistes d'Afrique du Sud ont critiqué le supposé militarisme du parti,. Lors des manifestations de l'EFF, ses membres défilent parfois vêtus de combinaisons de chantier rouges, l'uniforme caractéristique de l'EFF représentant les travailleurs.

### Corruption
Une enquête menée par le centre amaBhungane de journalisme d'investigation a révélé que l'EFF avait reçu 500 000 rands de pots-de-vin d'une entreprise en contrepartie d'un contrat de 1,26 milliard de rands pour la gestion d'une flotte de véhicules utilisés par la ville de Johannesburg avec l'accord tacite de l'Alliance démocratique.

### Tensions raciales

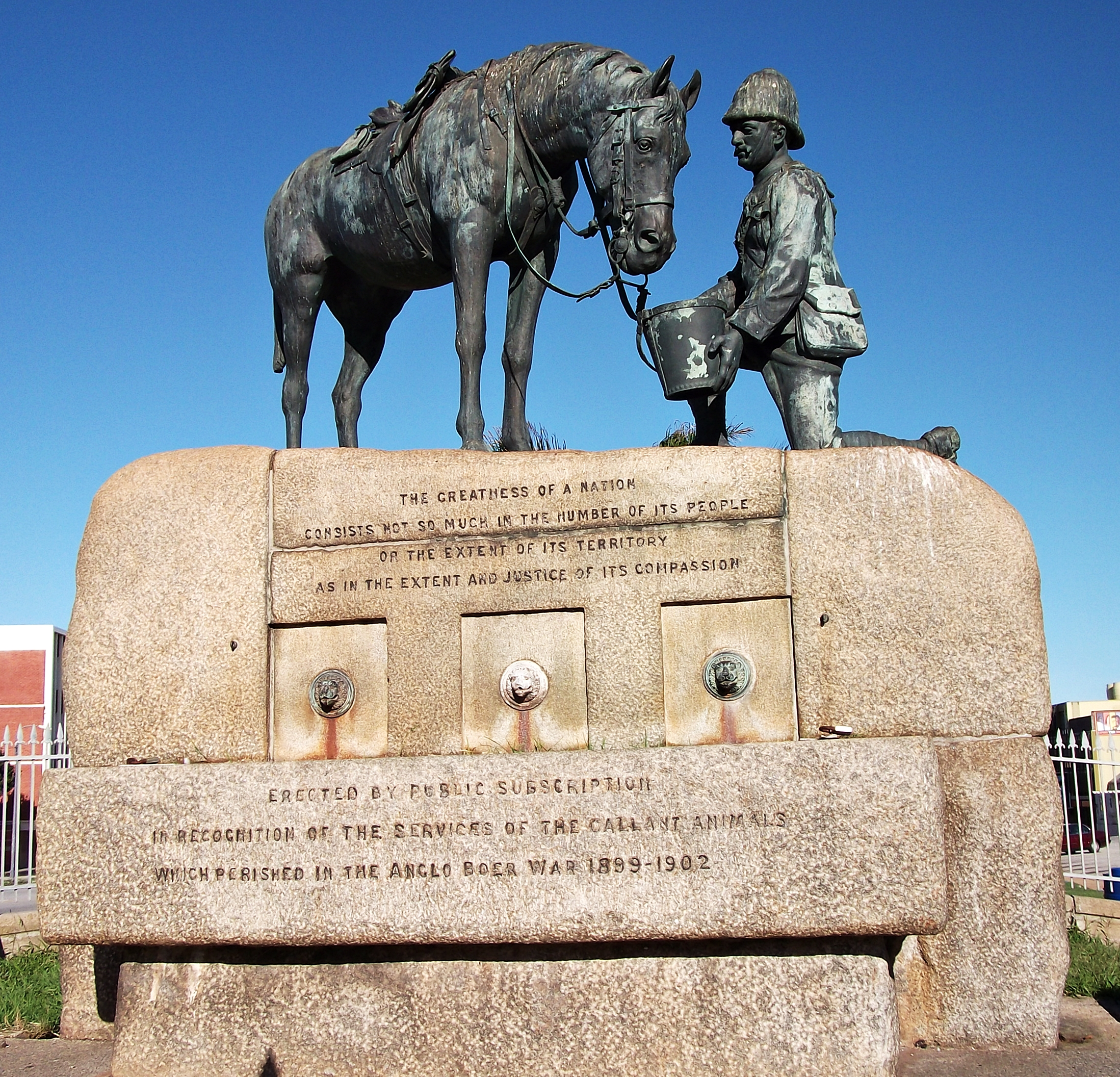
Le Horse Memorial à Port Elizabeth, qui rend hommage aux chevaux morts durant la seconde guerre des Boers, a été vandalisé en avril 2015 par des membres des Economic Freedom Fighters à la suite de l'appel lancé par leur chef Julius Malema à détruire les statues et monuments érigés durant la domination blanche de l'Afrique du Sud.

Le parti s'en prend frontalement à Jacob Zuma lors de la nouvelle session parlementaire de février 2015, provoquant l'expulsion de ses membres du parlement lors du discours présidentiel sur l'état de la nation.
En avril 2015, à la suite de l'appel de Julius Malema à détruire tous les monuments et statues liés à l'histoire des Blancs sud-africains (monuments coloniaux, de l'Union d'Afrique du Sud ou de l'époque de l'apartheid), des membres des Economic Freedom Fighters mettent le feu au war memorial de Uitenhage, provoquant la consternation de nombreux résidents de la ville, inquiets pour la réconciliation entre les communautés sud-africaines. Plusieurs autres monuments sont dans les jours suivants victimes de vandalisme (statues de Paul Kruger à Pretoria et à Rustenburg, Horse memorial à Port Elizabeth).
En 2016, les Economic Freedom Fighters participent et mènent plusieurs manifestations à l'université de Pretoria (pour que l'afrikaans ne soit plus une des langues alternatives d'enseignement et soit remplacé par des langues africaines,) et à l'université de l'État-Libre (intrusions dans les bâtiments, vandalisme à la suite de bagarres entre manifestants noirs et étudiants blancs), sur fond de persistance des tensions raciales en Afrique du Sud.
Lors d'un rassemblement politique en 2018, Julius Malema déclara : « Allez après un homme blanc… nous coupons la gorge à la blancheur »,. Cela a conduit l'Alliance démocratique à accuser Malema de racisme. Par la suite, l’EFF a déclaré que la référence à la « gorge de la blancheur » était une référence métaphorique à la destruction du supposé « privilège des Blancs » et ne faisait pas référence ni ne préconisait de causer un préjudice aux Blancs.
Lors des célébrations des dix ans du parti, le chef du parti, Julius Malema, provoque une polémique en entonnant le chant «Shoot the Boers» (« Dubul’ Ibhunu »).
L'EFF comprend une élue blanche.

### Violences
Le 13 janvier 2018, à la suite de la publication d'une photo publicitaire d'un enfant noir portant un pull sur lequel il est écrit « le singe le plus cool de la jungle », EFF, jugeant la photo raciste, saccage des magasins vestimentaires de la marque H&M en Afrique du Sud,.